# Hygropoda taeniata
Espèce
Hygropoda taeniata est une espèce d'araignées aranéomorphes de la famille des Pisauridae.

## Distribution
Cette espèce est endémique du Yunnan en Chine,. Elle se rencontre vers Menglun.

## Description
La femelle holotype mesure 8,10 mm.

## Publication originale
- Wang, 1993 : Four new species of the spiders of Pisauridae from China (Arachnida: Araneae). Acta Zootaxonomica Sinica, vol. 18, no 2, p. 156-161.